# USS Besugo (SS-321)
L'USS Besugo (SS / AGSS-321) est un sous-marin de la classe Balao construit pour l'United States Navy pendant la Seconde Guerre mondiale.
Construit au chantier naval Electric Boat de Groton, dans le Connecticut, sa quille est posée le 27 mai 1943, il est lancé le 27 février 1944, parrainé par Mme Margaret Perry Homer et mis en service le 19 juin 1944, sous le commandement du commander Tom L. Wogan.

## Historique

### Seconde Guerre mondiale
Affecté à la flotte du Pacifique, le Besugo arrive à Pearl Harbor le 25 juillet 1944. Il effectue cinq patrouilles de guerre entre le 26 septembre 1944 et le 25 juillet 1945 opérant dans les détroits de Bungo Suido, Makassar, et dans les mers de Java et de Chine méridionale. Au cours de ces patrouilles, le Besugo coule l'U-183 le 23 avril 1944 (4° 57′ S, 112° 52′ E), le pétrolier de 10 020 tonnes Nichei Maru, un Landing Ship Tank, une frégate et un dragueur de mines totalisant 2 260 tonnes.

### Après-guerre
Le Besugo quitte Fremantle 29 août et atteint San Diego le 26 septembre 1945. Après une révision, il retourne dans le Pacifique central, opérant à partir de Guam jusqu'à son transfert à Pearl Harbor le 6 mai 1946. Le submersible reste basé à Pearl Harbor pendant les huit années suivantes pendant lesquelles il effectue deux tournées en Extrême-Orient (du 10 juin au 21 septembre 1947 et du 31 octobre 1950 au 11 avril 1951). En août 1954, le Besugo retrouve son port d'attache de San Diego et la côte ouest.
Retiré du service le 21 mars 1958 et placé flotte de réserve du Pacifique, le navire est reclassé sous-marin auxiliaire de recherche (désignation AGSS-321) en 1962, et remis en service le 15 juin 1965. L'année suivante, il est équipé d'un snorkel.

#### Francesco Morosini
Prêté à l'Italie le 31 mars 1966, il est remis en service sous le nom de Francesco Morosini. Après un retour dans la marine américaine, le navire est radié des registres le 15 novembre 1975 et vendu pour démolition le 16 avril 1976.

## Décorations
Le Besugo a reçu quatre battle stars pour son service pendant la Seconde Guerre mondiale et une pour la guerre de Corée.